# Ghislain Gilberti
 (novembre 2014).
Si vous disposez d'ouvrages ou d'articles de référence ou si vous connaissez des sites web de qualité traitant du thème abordé ici, merci de compléter l'article en donnant les références utiles à sa vérifiabilité et en les liant à la section « Notes et références ».
Pour les articles homonymes, voir Gilberti.
Œuvres principales
- Le Festin du serpent
- Le Baptême des ténèbres
- Le Bal des ardentes
- Dynamique du Chaos
- Dernière Sortie pour Wonderland
- Sa Majesté des Ombres
- Les Anges de Babylone
- Le Sacre des Impies
- L’Évangile de la Colère

Ghislain Gilberti, né le 23 avril 1977 à Belfort (Franche-Comté), est un écrivain français, auteur principalement dans le registre du roman policier, du thriller et du roman noir. Il est aussi poète et essayiste.

## Biographie
Né dans l'Est de la France, dans la ville de Belfort, Ghislain Gilberti est titulaire d'un CAP et d'un BEP en électrotechnique. 
En juin 1999, il est appelé pour le service militaire, obligatoire pour son année de naissance, et se trouve propulsé à Colmar, au 152e régiment d'infanterie (les « Diables Rouges ») où il commence comme électricien au casernement pour finir en compagnie d'éclairage et d'appui, en tant que tireur de précision. Sa passion pour les armes en tous genres commence à ce moment de sa vie et se ressent dans ses œuvres en thriller et roman policier.[réf. nécessaire]
Son admiration pour des auteurs tels qu'Antonin Artaud et William Burroughs lui inspire un premier roman, Dynamique du chaos (2004) qui sera refusé par les maisons d'éditions. En 2008, il décide de l'envoyer en masse par courriel et de le proposer en téléchargement libre sur Internet. La réussite de l'entreprise (plus de 100 000 lecteurs officiels au moment de sa publication papier aux Éditions Ring en février 2016) contribue à la suite de sa carrière Littéraire.
Ghislain Gilberti fait partie du collectif littéraire Satori Noir créé en décembre 2013 avec l'écrivain Frédéric Rapilly. Ce groupe d'auteurs de polars et de thrillers réunit aussi Michaël Mention, Maud Mayeras et Marc Charuel.
L'une de ses nouvelles, J'irai déterrer tes os, a été publiée dans la revue littéraire sinGe no 3, aux Éditions de la Maison Close (Nancy).
Profondément enraciné dans la culture underground, il est l'auteur de Dernière Sortie pour Wonderland. Selon l'éditeur, le livre est une réécriture complète et contemporaine du roman Les Aventures d'Alice au pays des merveilles de Lewis Carroll. Ghislain Gilberti aspire à dénoncer les vices présumés de l'écrivain anglais de son temps (toxicomanie, pédophilie).
Ses premiers romans sortis en librairie sont édités par les éditions Anne Carrière : Le Festin du serpent, paru en 2013 et trois fois primé ; Le Baptême des ténèbres, paru en 2014 ; Le Bal des ardentes, paru en 2015. 
En 2016, il intègre les éditions Ring qui publient la version intégrale de Dynamique du Chaos et Dernière Sortie pour Wonderland en 2017.

### Agression
En mars 2016, l'écrivain a été victime d'une violente agression précédée de menaces de mort en raison de son roman Le Festin du serpent, dans lequel il évoquait les relations entre narcotrafiquants et djihadistes. Les faits ont eu lieu à Belfort, quartier de la vieille ville alors que l'auteur était avec ses enfants. Les quatre agresseurs n'ont jamais été retrouvés et l'enquête a été classée par le parquet de Belfort.

### Musique
Il s'essaie à la musique dans un premier temps, dans différents styles : Hordh (metal), De Lys (trip hop). Il est parolier des groupes Malevolentia (black metal) pour leurs deux premiers albums, de The Fall of Time (metal), et de Fuck an Angel (trip hop et noise rock)

## Œuvres

### Thrillers et romans noirs
- 2013 : Le Festin du serpent, Paris, Éditions Anne Carrière, 2013, 555 p. (ISBN 978-2-84337-707-5) et chez Pocket[4],[5]
- 2014 : Le Baptême des ténèbres, Paris, Éditions Anne Carrière, 2014, 417 p. (ISBN 978-2-84337-741-9) et chez La Mécanique Générale[6],[7]
- 2015 : Le Bal des ardentes, Paris, Éditions Anne Carrière, 2015, 398 p. (ISBN 978-2-84337-752-5) et chez Pocket[8]
- 2017 : Dynamique du Chaos : roman, Paris, Éditions Ring, 2017, 468 p. (ISBN 979-10-91447-51-5)[9] et chez La Mécanique Générale
- 2017 : Dernière Sortie pour Wonderland : roman, Paris, Éditions Ring, 2017, 479 p. (ISBN 979-10-91447-67-6)
- 2020 : Les Étoiles aliénées (Opuscule), Bruxelles, Éditions Lamiroy, 2020, 41 p. (ISBN 978-2-87595-392-6)
- 2022 : L'Évangile de la colère, Paris, Éditions Hugo, 2022 et chez J'ai lu
- 2025 : Ultraviolence, Paris, Éditions Hugo, 2025

Trilogie des Ombres
1. 2017 : Sa Majesté des Ombres (Tome 1 de la Trilogie des Ombres), Paris, Éditions Ring et chez J'ai lu, 2018, 744 p. (ISBN 979-10-91447-76-8)[10]
2. 2019 : Les Anges de Babylone (Tome 2 de la Trilogie des Ombres), Paris, Éditions Cosmopolis et chez J'ai lu, 2019, 614 p. (ISBN 978-2-902324-01-9)
3. 2020 : Le Sacre des Impies (Tome 3 de la Trilogie des Ombres), Paris, Éditions Cosmopolis et chez J'ai lu, 2020, 651 p. (ISBN 978-2-902324-05-7)

### Nouvelles
- 2020 : Les Etoiles aliénées (opuscule #161), Bruxelles, Éditions Lamiroy, 2020, 30 p.
- 2021 : L'Ombre de la Proie (dans l'anthologie Toucher le Noir), Paris, Éditions Belfond, 2021, 328 p. (ISBN 978-2-7144-9433-7)

### Essai
- 2022 : Dictionnaire de l'Académie Nada (extraits) dans la revue Néolitt (premier numéro), Eyjeaux, Éditions Black-Out, 2022, 328 p. (ISBN 978-2958315207)

Cécile Sanchez, le personnage central des deux premiers romans Le Festin du serpent, Le Baptême des ténèbres et de la Trilogie des ombres, est commissaire d'une section spéciale de l'OCRVP (Office Central pour la Répression des Violences aux Personnes) à la Direction centrale de la police judiciaire et est également psychologue, spécialisée dans la criminologie, la victimologie et dans la synergologie (étude des gestes inconscients, des micro-expressions et des mouvements impossibles à simuler ou à surjouer face à un observateur formé et aguerri).
Un autre personnage majeur du roman Le Festin du serpent, Ange-Marie Barthélemy, dit l'Archange, est chef d'un groupe de la Sous-direction anti-terroriste (SDAT). Il tient le devant de la scène dans son troisième ouvrage Le Bal des ardentes.
Dans Dynamique du Chaos, on trouve un personnage central, narrateur du récit en grande partie autobiographique. Cet ouvrage, dans un premier temps distribué gratuitement en ligne dans sa version courte, est centré sur le monde de la nuit, les drogues, les musiques électroniques et les sentiments extrêmes. Pour cette première publication aux éditions Ring, la version intégrale du texte est publiée.
Selon l'éditeur Éditions Ring, le roman Dernière Sortie pour Wonderland, publié le 31 août 2017, on découvre une version noire du Pays des merveilles. L'éditeur pense que le livre est une analyse de l'auteur victorien mythique Lewis Carroll et de Alice Liddell, et que entre conte noir et roman vérité, cette parution tente de mettre en évidence ce que Walt Disney n'a pas abordé dans son dessin animé ou dans la production des deux films de Tim Burton.

## Distinctions
- 2013 : Prix France Bleu des Lecteurs pour Le Festin du serpent
- 2013 : Prix Découverte Polar Pourpre pour Le Festin du serpent[11]
- 2013 : Finaliste du Prix du meilleur Polar francophone à Montigny-lès-Cormeilles pour Le Festin du serpent
- 2015 : Finaliste du Prix du meilleur Polar francophone à Montigny-lès-Cormeilles pour Le Baptême des ténèbres
- 2016 : Lion d'or du meilleur auteur à Belfort pour l'ensemble de son travail
- 2018 : Prix des Géants du Polar à Douai pour Sa Majesté des Ombres